# Tyne and Wear Metro
Die Tyne & Wear Metro, 1980 eröffnet, ist ein städtisches Bahnsystem im Großraum Newcastle. So verbindet die Bahn u. a. die Orte Newcastle, Gateshead, Sunderland, South Shields, Tynemouth und Whitley Bay miteinander. Die Metro ist nach dem von ihr bedienten Metropolitan County Tyne and Wear benannt, dessen Name sich von den Flüssen Tyne und Wear ableitet, die den Ballungsraum durchqueren. Die Tyne & Wear Metro vereint Merkmale unterschiedlicher Schienenverkehrssysteme, in der Innenstadt von Newcastle stellt sie sich mit den Tunnelstrecken als vollwertige U-Bahn dar, die kreuzungsfreien Strecken außerhalb des Tunnels bis zum Stadtrand entsprechen modernen Stadtbahnen, auf den früher von der Eisenbahn betriebenen Außenstrecken gibt es jedoch mehrere Bahnübergänge und gemeinsam mit Regionalbahnzügen bediente Abschnitte, so dass sie dort eher einer S-Bahn entspricht. Wesentliche Strecken gingen aus dem Umbau ursprünglicher Eisenbahnstrecken hervor, die sich mit der Zeit nach und nach unattraktiver darstellten.

## Geschichte

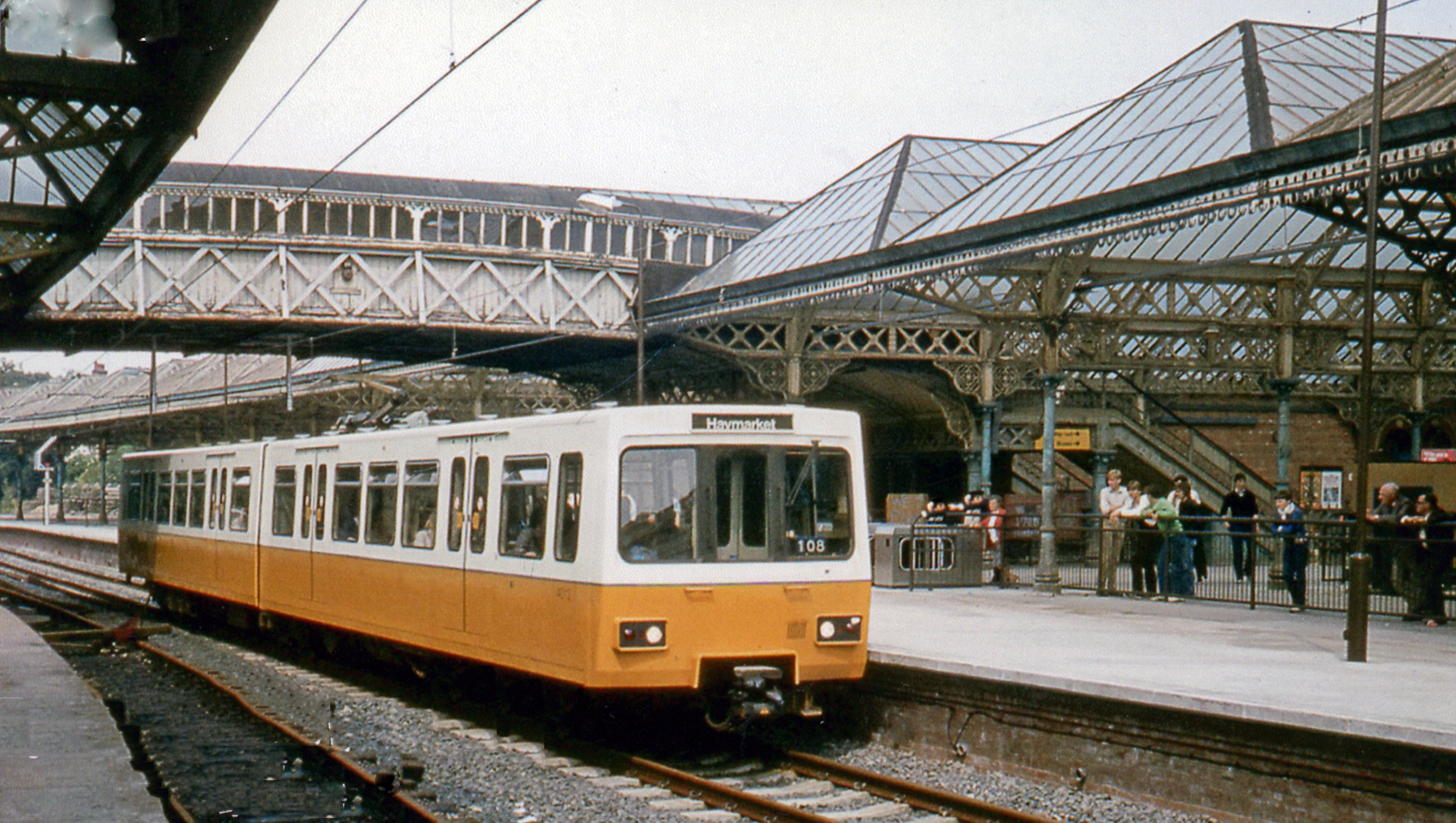
Station Tynemouth mit Zug in der ursprünglichen Farbgebung, 1980

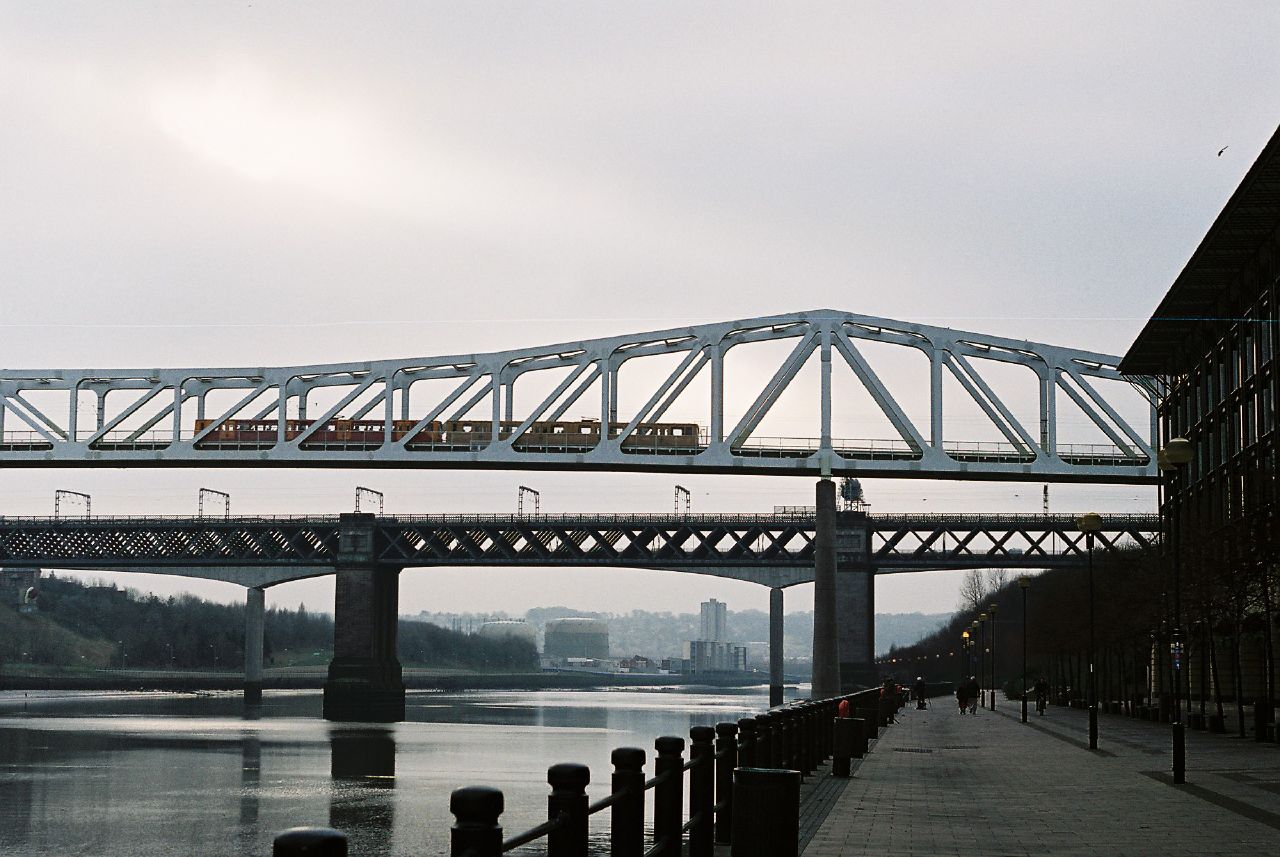
Queen Elizabeth II Bridge

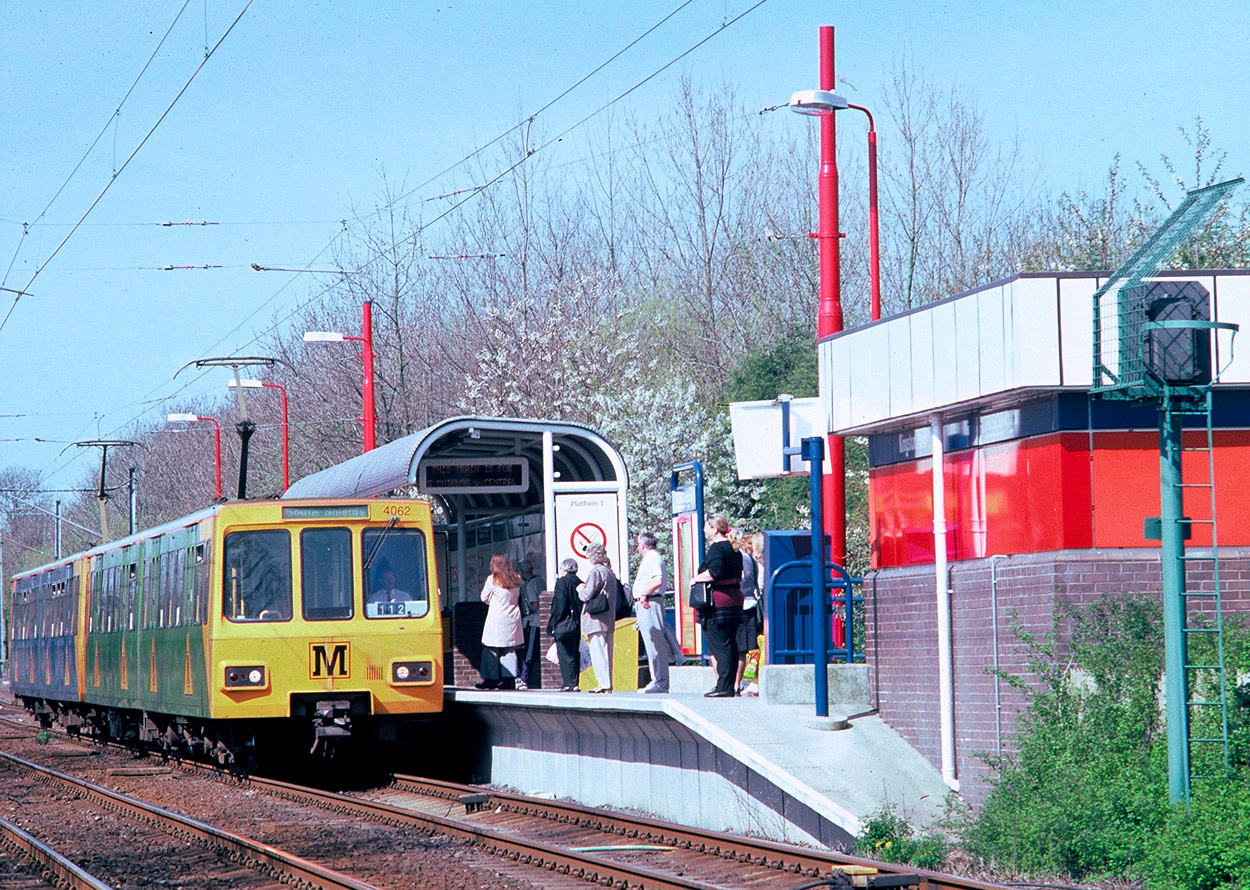
Ein Zug in der Station Kingston Park

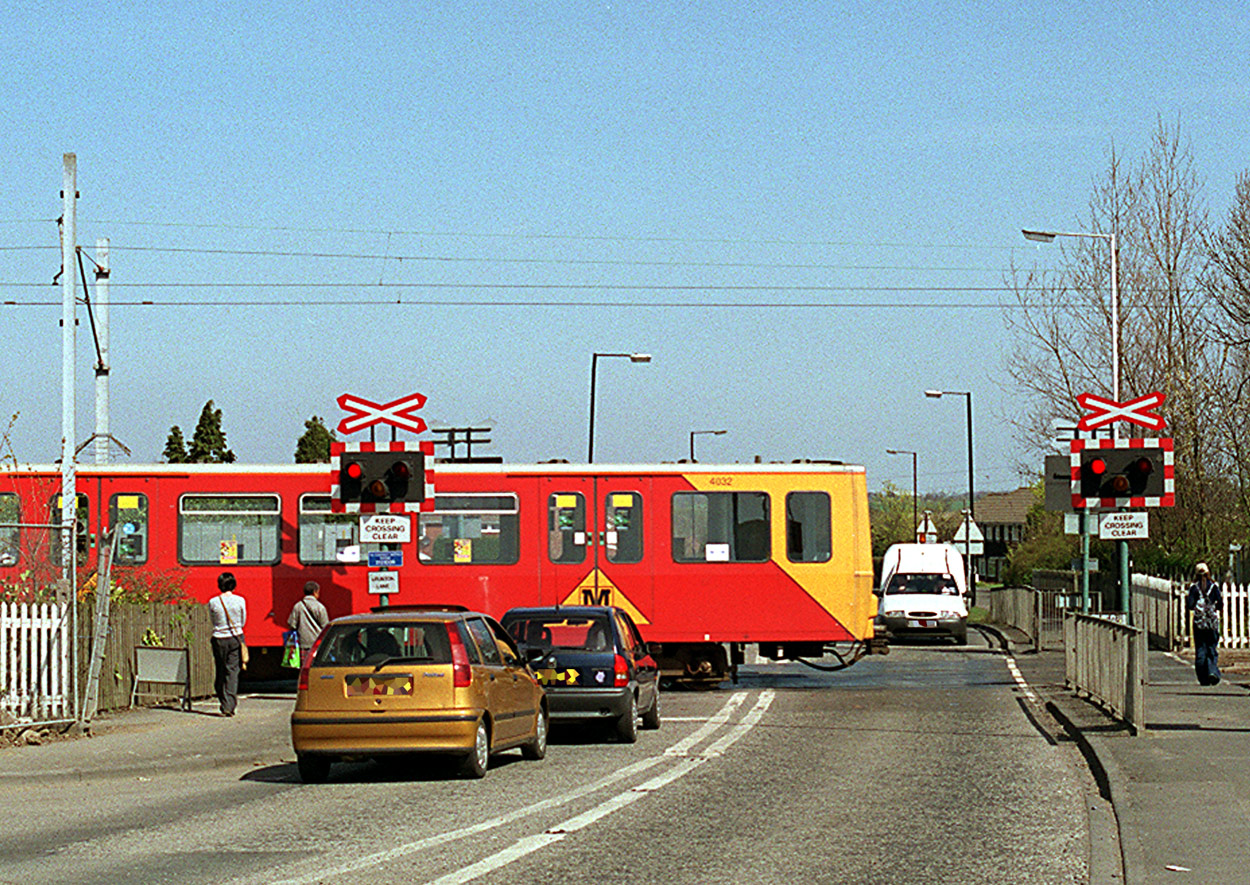
Die Tyne and Wear Metro wird mehrfach vom Straßenverkehr gekreuzt

Die Bauarbeiten begannen im August 1974 nach der Genehmigung zum Bau der Metro durch die britische Regierung an der Station Haymarket. Am 11. August 1980 wurde die erste Linie der Tyne & Wear Metro zwischen Haymarket und Tynemouth eröffnet, der reguläre Betrieb begann vier Tage später. Bereits am 10. Mai 1981 ging ein Abzweig der bestehenden Linie zwischen South Gosforth und Bank Foot mit einem Zehn-Minuten-Zugabstand in Betrieb. Am 8. Juni 1981 wurde die Verlängerung der Hauptlinie um sechs Stationen von Haymarket bis Heworth unter Spannung gesetzt und am 6. November 1981 durch Königin Elisabeth II. eröffnet. Sie quert den Fluss Tyne auf der neugebauten Queen Elizabeth II Bridge.
Am 14. November 1980 ging eine recht bedeutsame Verlängerung der zukünftigen Ringlinie bis St. James in Betrieb. Denn dadurch war eine eigenartige Situation entstanden: Die Linie kreuzte sich selbst an der Station Monument und war doch keine Ringlinie, da es dort keine Gleisverbindung mit Personenverkehr gab.
1984 war im Süden die Umrüstung der am 1. Juni 1981 stillgelegten Eisenbahnstrecke bis South Shields fertig, dieser Streckenabschnitt wird heute von der gelben Linie befahren. 1991 wurde die Metro im Nordwesten bis zum Flughafen Newcastle verlängert, 2002 in den Süden bis in die Stadt Sunderland zur Station South Hylton.
Das Fahrgastaufkommen entwickelte sich aufgrund der Privatisierung im ÖPNV nicht wie gewünscht. Wurden zuvor viele Buslinien an Umsteigestationen zur Tyne & Wear Metro gebrochen, wurden danach viele Buslinien direkt in die Innenstadt von Newcastle weiter geführt. Durch diese Direktverbindungen wurden der Metro viele Fahrgäste entzogen, die den umsteigefreien Busverkehr bevorzugten. Dies schlug sich natürlich auch in den Fahrplänen nieder, denn Teillinien wurden gestrichen und Takte ausgedünnt. Anfangs gab es noch eine blaue Linie, die von St. James über Monument und Wallsend nach North Shields führte und auf dieser Strecke die gelbe Linie verstärkte. Eine rote Linie verkehrte zwischen Benton und Pelaw als weitere Verdichtung der gelben Linie. Auf den verstärkten Abschnitten kam in der Hauptverkehrszeit alle 5 Minuten ein Zug.
1996/1997 verkehrten noch die gelbe und die grüne Linie sowie samstags zu den Geschäftsöffnungszeiten die rote. Werktags wurde tagsüber ein sauberer 10-Minuten-Takt gefahren, zur Hauptverkehrszeit alle 7½ Minuten und in den Schwachlastzeiten sowie sonntags alle 15 Minuten (teilweise auch alle 12 Minuten). Sonntagmorgens beträgt die Zugfolge 30 Minuten. Zwischen Pelaw und South Gosforth waren samstags tagsüber also mehr Züge als in den werktäglichen Hauptverkehrszeiten unterwegs. 2008 fuhren die Züge werktags tagsüber alle 12 Minuten, in der Hauptverkehrszeit etwas verdichtet. Ein exakter Takt kann hier nicht angegeben werden, da es durch die Überlagerung mit den Regionalzügen auf der Sunderland-Strecke zu ungleichen Takten kommt.

## Linien

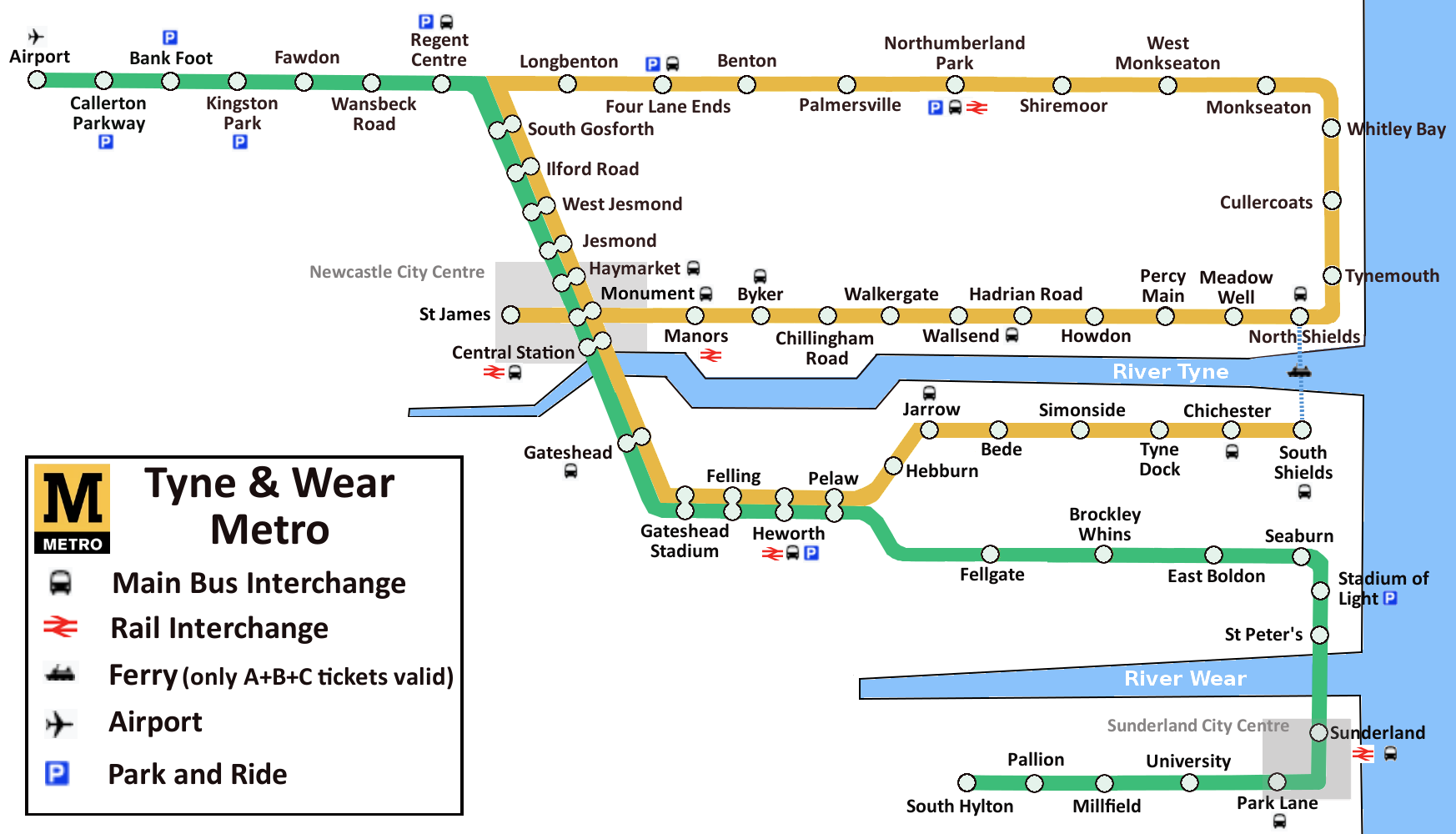
Strecken der Tyne & Wear Metro

Derzeit werden zwei Linien mit einer Gesamtlänge von 74,5 km und 60 Stationen betrieben.
| Linie                     | Farbe | Strecke | Eröffnung | Stationen |
| ------------------------- | ----- | --- | --------- | --------- |
| Gelbe Linie (Yellow Line) | Gelb  | St. James – Monument – Wallsend – North Shields – Whitley Bay – South Gosforth – Monument – Gateshead – Heworth – South Shields | ab 1980   | 42        |
| Grüne Linie (Green Line)  | Grün  | Airport – South Gosforth – Monument – Gateshead – Heworth – Sunderland – South Hylton                                           | ab 1984   | 31        |

Der Betriebshof, von dem aus auch die meisten Züge eingesetzt werden, befindet sich nördlich der Station South Gosforth.

## Erneuerung
Zurzeit findet nach über 30 Jahren Betrieb auf dem Metro-Netz ein umfangreiches Erneuerungsprogramm statt. In das jährlich über 40 Mio. Fahrgäste transportierende System sollen unter der Devise „Metro: all change“ 385 Mio. GBP investiert werden. Dies beinhaltet Streckenerneuerungen mit Böschungs-Befestigungsarbeiten, Gleis- und Signal-Erneuerung und Rekonstruktionen von älteren Brücken und Stationen, teilweise auch Verbreiterung von Seitenbahnsteigen. Die an den Stationen befindlichen 225 Fahrkartenautomaten werden durch neue Modelle mit Touchscreen ersetzt, an denen auch die neu eingeführte SmartCard mit Namen „Pop“ des NESTI-Systems (North East Smart Ticketing System) für die gesamte Region aufgeladen werden kann. An den 13 wichtigsten Stationen sollen neue Sperren installiert werden.

## Fahrzeuge

### Bisherige
Von Metro-Cammell in Birmingham wurden von 1975 bis 1981 insgesamt 90 sechsachsige, zweiteilige Hochflur-Gelenktriebwagen gebaut, denen einige technische Konstruktionen des deutschen Stadtbahnwagen B zugrunde liegen, so beispielsweise die grundlegenden Parameter sowie die Drehgestelle nach DUEWAG-Konstruktion. Die zwei Prototypen (4001 und 4002) und 88 Serienwagen (4003 bis 4090) werden mit Gleichstrom (Fahrspanung 1500 Volt) betrieben, den sie aus einer Oberleitung beziehen. Während zunächst Einzelwagen im Zehn-Minuten-Abstand eingesetzt wurden, die häufig überfüllt waren, verkehren seit 1981 alle Kurse in Doppeltraktion.
Bei Überführungen fahren jedoch auch einzelne Einheiten und 3-fach-Traktionen (die Tunnelstationen sind hierfür im Rohbau lang genug, sind meist aber nur auf Länge der Doppelzüge ausgestattet). Die Zweirichtungsfahrzeuge sind 27,43 m lang und 2,7 m breit, können maximal 80 km/h fahren (die Tyne & Wear Metro schildert in km/h und nicht mph!) und verfügen über induktive Zugbeeinflussung.
Aufgrund des Alters der Wagen wurde Mitte der 1990er Jahre begonnen, sie zu überholen und dabei auch die Inneneinrichtung aufzufrischen. Durch den Entfall einiger Sitzplätze im Bereich des Gelenks wurden großzügige Auffangräume geschaffen und die vorher etwas beengte Situation deutlich verbessert. Um die Fahrzeuge noch weitere 15 Jahre bis 2025 einsetzen zu können, wurden diese zwischen 2010 und 2015 einer umfangreichen Aufarbeitung unterzogen. 
Auf dem Tyne-and-Wear-Metro-Netz wurden die vom gleichen Hersteller konstruierten Fahrzeuge für die Metro in Hongkong getestet.
Lange typisch für die TWM war das Abfertigungssignal: Ein Hupton, gefolgt von „Stand clear of the doors please!“ im lokalen Akzent. Dies entwickelte sich zu einem Markenzeichen, das sich sogar in einem Musikstück niederschlug. Seit 2004 wird das digital gespeicherte Signal „doors closing“ verwendet, jedoch in den seit 2011 modernisierten Wagen nach und nach ersetzt durch einen einfachen Signalton ähnlich dem Türschließsignal in der London Underground.

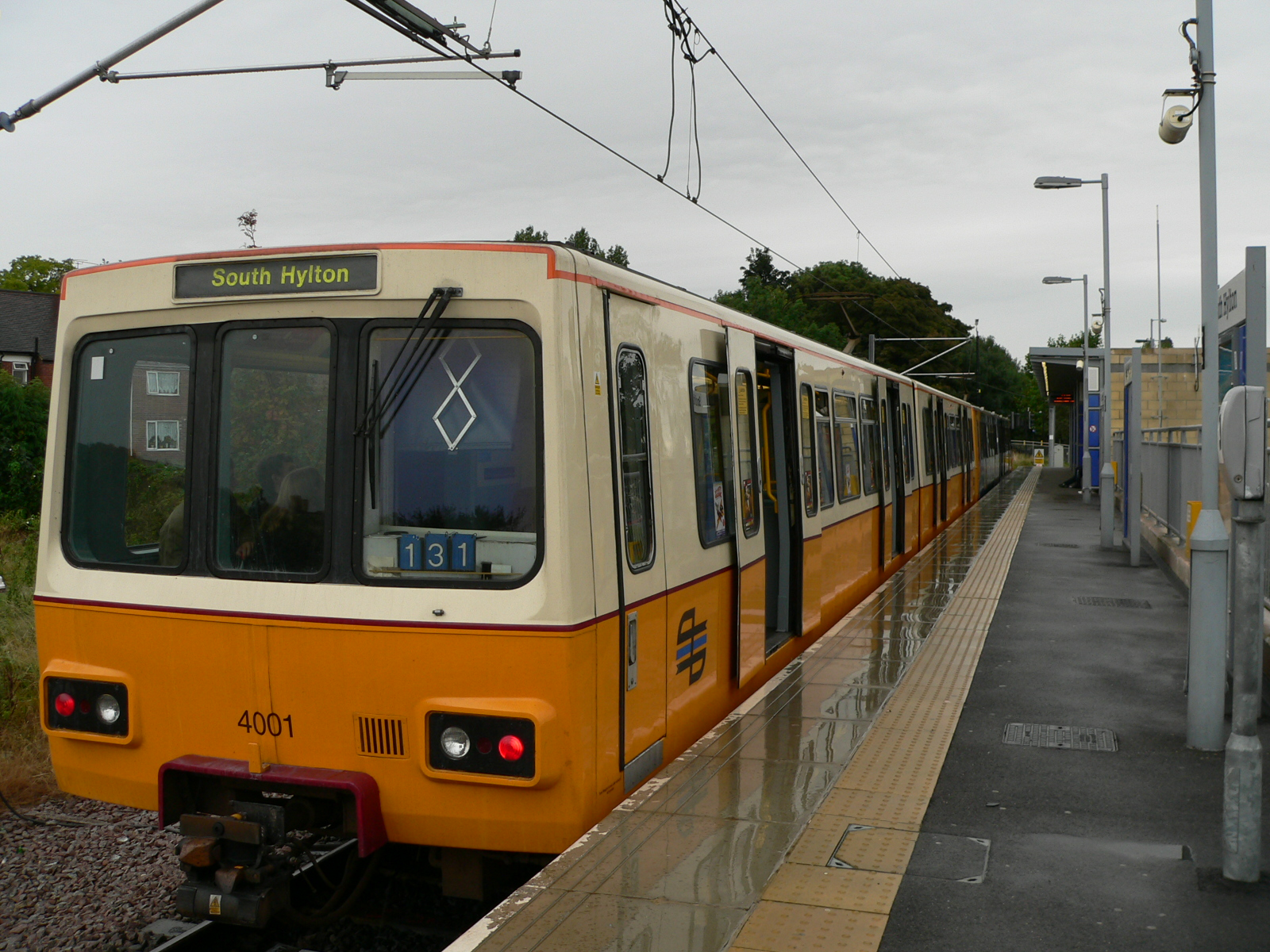
Prototyp 4001 mit brauner Bauchbinde
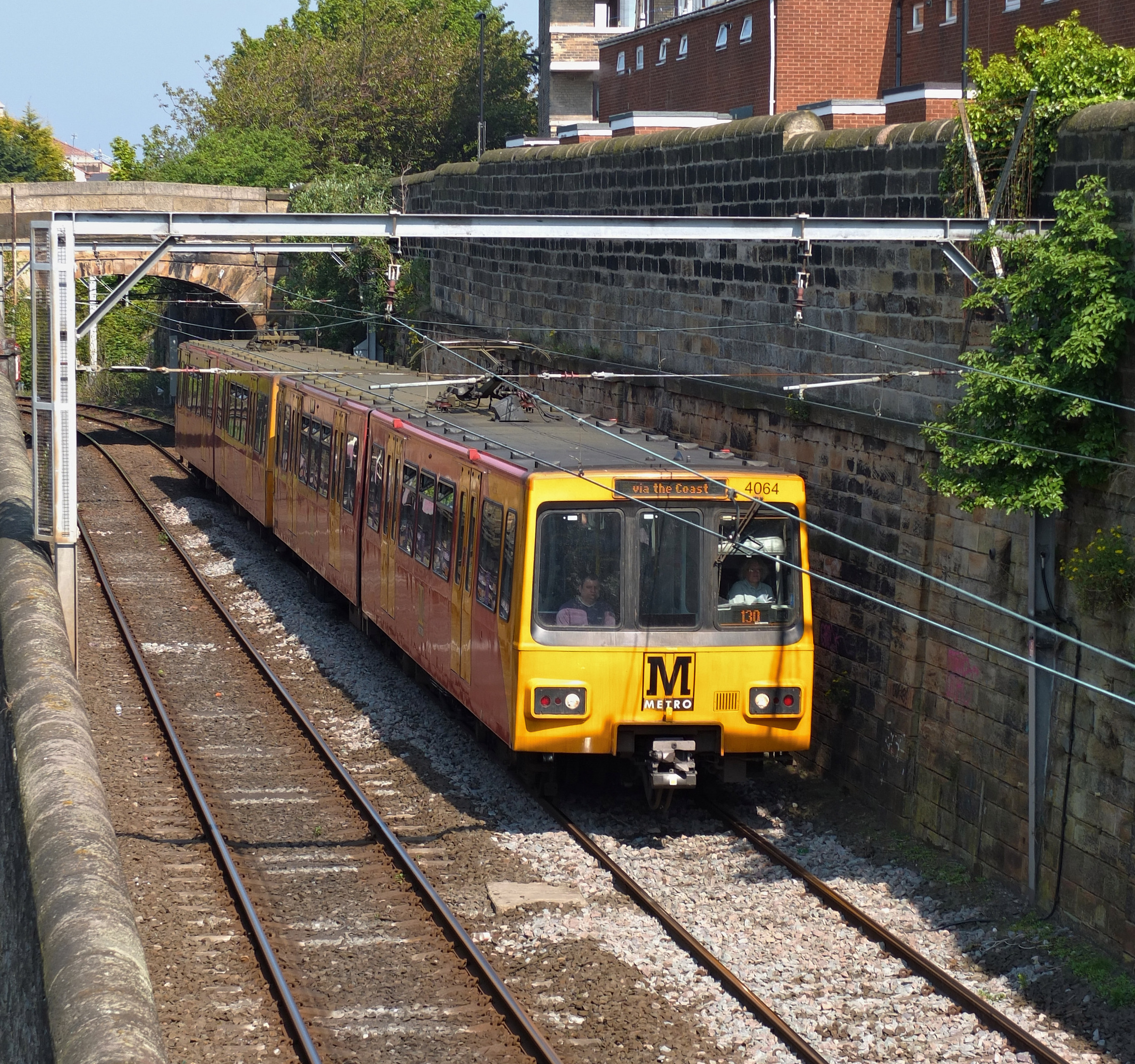
Zug in der ab den 1990er Jahren bis 2015 üblichen Lackierung (rot, grün oder blau mit gelben Fahrzeugenden)
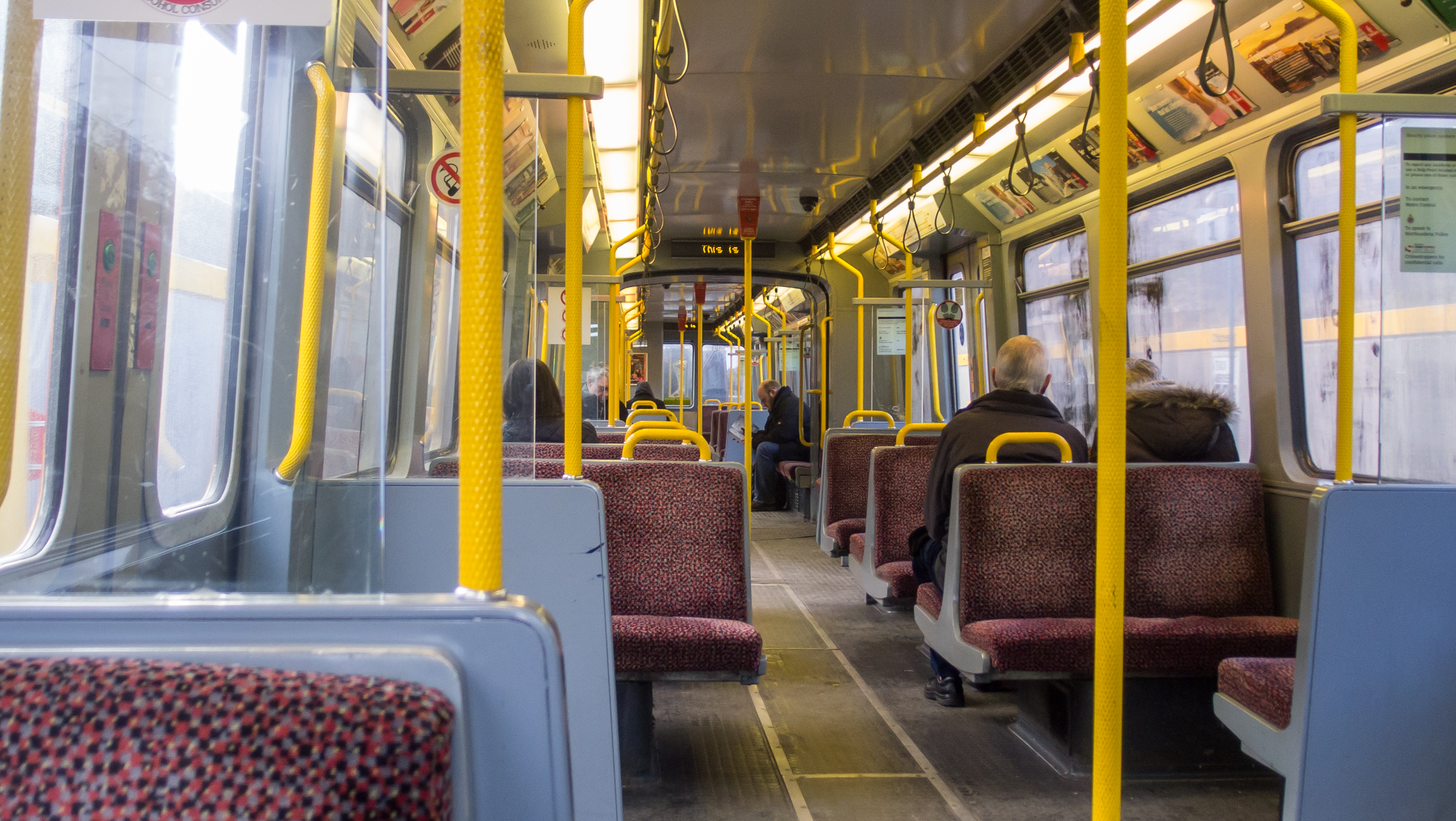
Innenansicht eines Tyne-and-Wear-Metro-Wagens
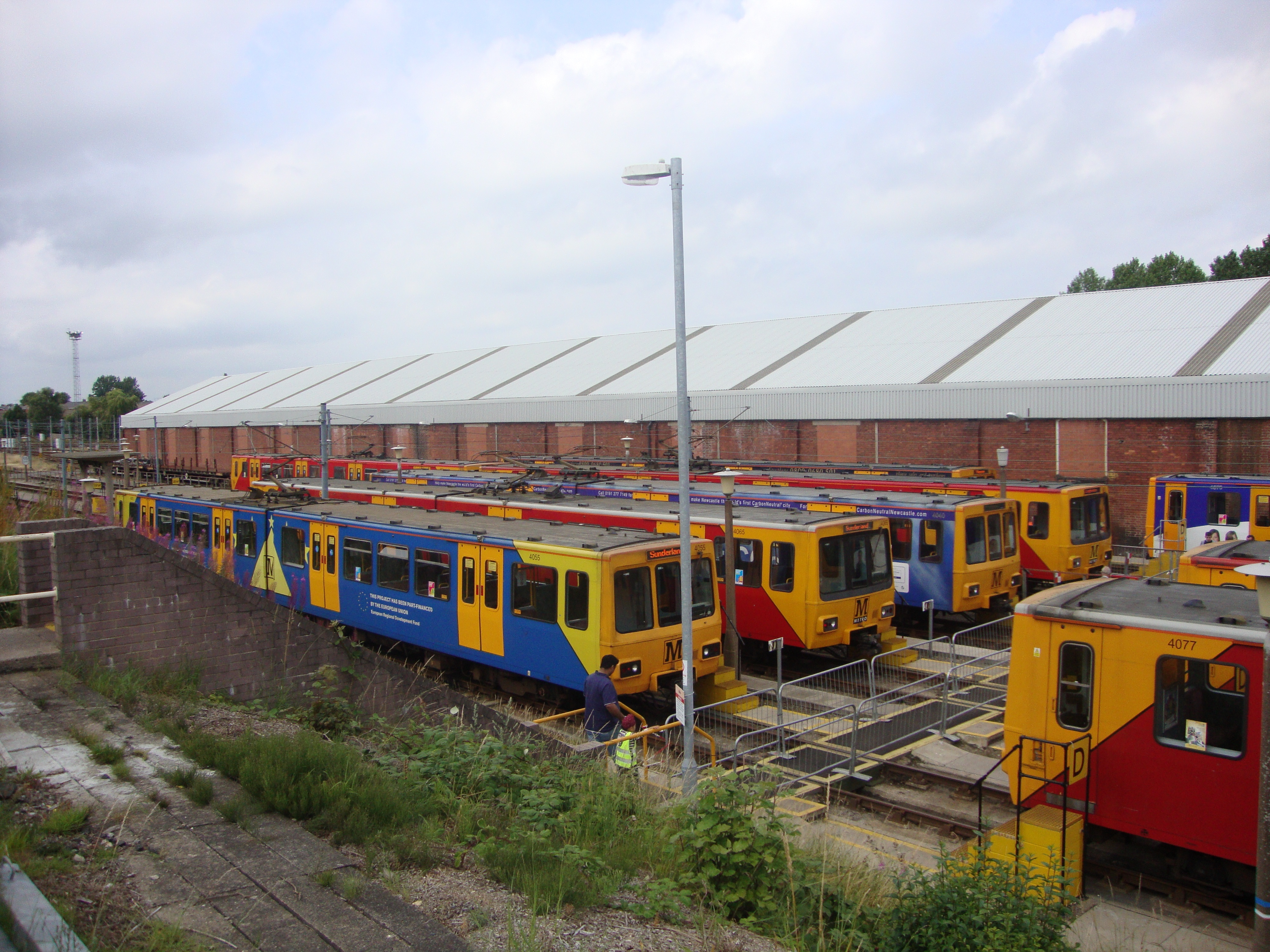
Im Betriebshof abgestellte Züge, 2010

### Neufahrzeuge

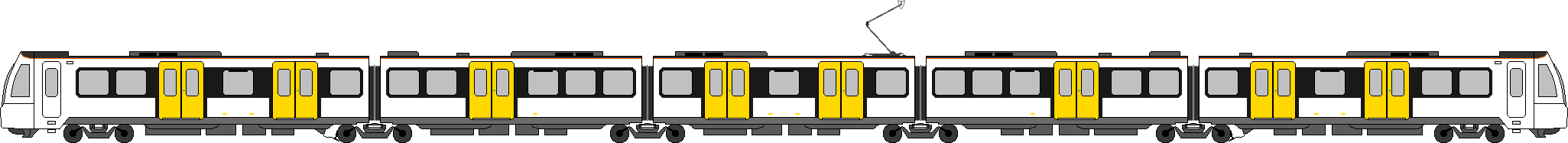
Konzept für die Gestaltung der neuen Triebzüge

Stadler liefert 46 Metrozüge an Tyne & Wear Metro, baut ein neues Instandhaltungswerk und übernimmt für 35 Jahre die Wartung der Züge. Das Auftragsvolumen für Züge, Depot und Instandhaltung beläuft sich auf rund 700 Millionen Britische Pfund. Die durchgängig begehbaren Züge sind mit 60 m etwas länger als eine Doppeltraktion der älteren Wagen. Durch Längssitze statt Querbestuhlung und acht Doppeltüren pro Seite wird die Passagierkapazität eines Zuges auf maximal 600 Personen erhöht, davon 104 sitzend. Die fünfteiligen Züge sollen ab 2023 in Betrieb gesetzt werden.